# Victory Road 2014
Victory Road 2014 è stata la nona edizione del pay-per-view prodotto dalla federazione Total Nonstop Action Wrestling (TNA). L'evento si è svolto il 10 maggio 2014 nell'Impact Wrestling Zone di Orlando, Florida ed è stato trasmesso il 5 dicembre 2014.

## Risultati
| #  | Risultati | Stipulazioni                                                                                               | Durata |
| -- | --- | --- | ------ |
| 1  | Austin Aries ha sconfitto Kenny King | Single match per le qualificazioni al Battle royal Gauntlet match successivo                               | 10:10  |
| 2  | Bram ha sconfitto Davey Richards | Single match per le qualificazioni al Gauntlet Battle Royal match successivo                               | 08:01  |
| 3  | James Storm e Kazarian hanno sconfitto The Menagerie (Knux e The Freak)                                                                                | Tag team match per le qualificazioni al Gauntlet Battle Royal match successivo                             | 05:52  |
| 4  | Lashey ha sconfitto Samoa Joe | Single match per le qualificazioni al Gauntlet Battle Royal match successivo                               | 07:48  |
| 5  | Abyss ha sconfitto Mr. Anderson | Single match per le qualificazioni al Gauntlet Battle Royal match successivo                               | 07:05  |
| 6  | The BroMans (Jessie Godderz e Robbie E) (con DJ Z) hanno sconfitto Bully Ray e Rockstar Spud                                                           | Tag team match per le qualificazioni al Gauntlet Battle Royal match successivo                             | 07:28  |
| 7  | Gunner ha sconfitto Magnus | Single match per le qualificazioni al Gauntlet Battle Royal match successivo                               | 08:31  |
| 8  | Ethan Carter III ha sconfitto Sanada | Single match per le qualificazioni al Gauntlet Battle Royal match successivo                               | 06:23  |
| 9  | Samuel Shaw ha sconfitto Crazzy Steve | Single match per le qualificazioni al Gauntlet Battle Royal match successivo                               | 04:00  |
| 10 | Eddie Edwards ha sconfitto DJ Z and Tigre Uno | Fatal three-way match per le qualificazioni al Gauntlet Battle Royal match successivo                      | 09:50  |
| 11 | Gunner ha sconfitto James Storm, Kazarian, Eddie Edwards, Samuel Shaw, Ethan Carter III, Abyss, Lashley, Austin Aries, Bram, Jessie Godderz e Robbie E | 12-man Gauntlet Battle Royal match per una futura possibilità al titolo TNA World Heavyweight Championship | 26:00  |

### Gauntlet Battle Royal
In riferimento all'ultima riga della tabella soprastante.
| #  | Entrante         | Ordine | Eliminato da     | Tempo |
| -- | ---------------- | ------ | ---------------- | ----- |
| 1  | Eddie Edwards    | 2      | Lashley          |       |
| 2  | Austin Aries     | 1      | Lashley          |       |
| 3  | Kazarian         | 3      | Lashley          |       |
| 4  | Robbie E         | 8      | Gunner           |       |
| 5  | Samuel Shaw      | 4      | Lashley          |       |
| 6  | Lashley          | 5      | Robbie           |       |
| 7  | Abyss            | 6      | Carter           |       |
| 8  | Ethan Carter III | 7      | Robbie & Godderz |       |
| 9  | Gunner           | —      | Vincitore        | 26:00 |
| 10 | Jessie Godderz   | 9      | Storm            |       |
| 11 | James Storm      | 11     | Gunner           |       |
| 12 | Bram             | 10     | Gunner           |       |